# Dennis Rader
Dennis Lynn Rader ( 9. ožujka 1945. ) je američki serijski ubojica koji je ubio 10 ljudi između 1974. i 1991. Sam se je prozvao BTK ubojica - Bind, torture and Kill (eng. zavezati, mučiti, ubiti), što opisuje njegov način rada. Čak je i inicijale BTK koristio kada se obratio lokalnim novinama. Opisivan je kao pametan i pod kontrolom. Uhićen je 2005.

## Životopis
Rader je najstariji od četvero braće. Dijete Williama Elvina i Dorothee Mae Rader. Još kao dijete počeo je mučiti i zlostavljati životinje - zoosadizam, što je najčešće ukazuje na serijskog ubojicu.  Odrastao je u Wichiti, te je tamo i završio srednju školu. 1965. – 1966. pohađao je fakultet i nakon toga je proveo četiri godine, od 1966. do 1970., u Američkom ratnom zrakoplovstvu, te je proveo neko vrijeme u Texasu, Alamabi, Okinawi, Južnoj Korei, Grčkoj i Turskoj. 
Kada se vratio u SAD, preselio se u Park City gdje je radio na mesnom odjelu supermarketa. Oženio se Paulom Dietz 1971. Imali su dvoje djece. 
Od 1972. – 1973., Rader je radio u firmi koja se bavila opremom za kampiranje, te je u to vrijeme počinio svoje dvije BTK žrtve. Kasnije je radio za tvrtku Cassena.  Od studenog 1974. do 1988. radio je u ADT Security Services, kompaniju koja je prodavala i instalirala sigurnosne sustave i alarme. Vjeruje se da je upravo na tom poslu naučio kako provaliti u kuće svojih žrtava. 
1991. zapošljava se kao nadglednik u Park cityu. Susjedi su se žalili da je bio prestrog na tom poslu, te je čak jedna susjeda izjavila da joj je eutanazirao psa bez razloga. 2005. dobiva otkaz s tog posla jer se nije pojavio nekoliko dana. Razlog ne pojavljivanja je bilo njegovo uhićenje 7 dana ranije zbog ubojstava. 
27.7.2005. sudac Eric Yost je rastao Paulu i Radera zbog Paulinog mentalnog zdravlja, koje je bilo znatno narušeno u tom braku.

## Uhićenje i presuda
Rader je poslao pismo policiji, priznajući ubojstva za koja nije ni bio optužen. Policija se dopisivala s njim, u nadi da će steći njegovo povjerenje. U jednom pismu, Rader je pitao policiju mogu li pratiti podatke s floppy diska. Policija je odgovorila da je nemoguće znati na kojem je kompjuteru korištena disketa, što je bila laž, tako da je Rader poslao svoju sljedeću poruku na disketi. Podaci uzeti s diskete ukazuju na čovjeka koji sebe zove Dennis. Također su našli link koji povezuje s Luteranskom crkvom. Kada su pretražili bazu naišli su na čovjeka zvanog Dennis Rader.
Policija je znala da BTK posjeduje crni Jeep Cherokee. Odvezli su se do Raderove kuće i vidjeli crni Jeep Cherokee. Nažalost, to nije bilo dovoljno za njegovo uhićenje, trebao im je direktan dokaz. Uspjeli su dobiti DNK uzorak njegove kćeri, te su ga usporedili s DNK uzorcima nađenima na mjestu ubojstva. Podudarali su se.  
25. veljače 2005. Rader je uhićen i optužen za BTK ubojstva. Priznao je ubojstva te je detaljno opisao sve na sudu. 18. kolovoza 2005. određeno mu je 10 životnih kazni (jedna životna po žrtvi).

## Žrtve
BTK-ove žrtve:
- 1974: četiri člana obitelji (Joseph Otero, njegova žena Julie Otero, i dvoje djece Joseph Otero II i Josephine Otero)
- 1974: Kathryn Bright (pogodio je i njezinog brata dva puta, ali je on preživio)
- 1977: Shirley Vian
- 1977: Nancy Fox
- 1985: Marine Hedge
- 1986: Vicki Wegerle
- 1991: Dolores Davis

Skupljao je stvari s mjesta ubojstva. Planirao je ubiti Annu Williams, no ona je izbjegla ubojstvo tako da je došla kući kasnije nego što je Rader mislio da će doći.